# Arinda Stam
Arinda Stam (1 februari 1976) is een Nederlands langebaanschaatsster.
In 1997 startte Stam op de NK Afstanden op de 1000 meter.
Op 28 december 2000 schaatste Stam haar laatste officiële wedstrijd.

## Records

### Persoonlijke records[2]
| Afstand    | Tijd    | Datum            | Baan     |
| ---------- | ------- | ---------------- | -------- |
| 100 meter  | 12,38   | 23 oktober 1996  | Inzell   |
| 300 meter  | 29,25   | 23 oktober 1996  | Inzell   |
| 500 meter  | 44,99   | 28 december 2000 | Collalbo |
| 1000 meter | 1.31,18 | 24 januari 1997  | Den Haag |
| 1500 meter | 2.23,80 | 18 oktober 1995  | Inzell   |